# ستيف والش (لاعب كرة قدم)
ستيف والش (بالإنجليزية: Steve Walsh) مواليد 3 نوفمبر 1964 في لانكشر، إنجلترا، هو لاعب كرة قدم إنجليزي سابق كان يلعب كمدافع. لعب خلال مسيرته 501 مباريات سجل خلالها 57 هدفاً.

## المسيرة الاحترافية

### أندية لعب لها
- ويغان أتلتيك
- ليستر سيتي
- نورويتش سيتي
- كوفنتري سيتي

## وصلات خارجية
- الموقع الرسمي

## روابط خارجية
- ستيف والش على موقع قاعدة بيانات كرة القدم.إي يو (الإنجليزية)
- ستيف والش على موقع Soccerbase.com (لاعب) (الإنجليزية)
- ستيف والش على موقع عالم كرة القدم.نت (الإنجليزية)